# Oxynotus
Famille
Genre
Synonymes
- Centrina Cuvier, 1816[1]
- Oxinotus[1]

Les centrines (Oxynotidae) forment une famille de poissons cartilagineux. Elle contient un genre monotypique Oxynotus.

## Liste des espèces
Selon World Register of Marine Species (16 septembre 2021) :
- Oxynotus bruniensis (Ogilby), 1893 — Centrine aiguille
- Oxynotus caribbaeus (Cervigón), 1961 - Centrine des Antilles
- Oxynotus centrina (Linnaeus), 1758 - Centrine commune
- Oxynotus japonicus (Ka.Yano & Murofushi), 1985 - Centrine japonaise
- Oxynotus paradoxus (Frade), 1929 - Centrine humantin

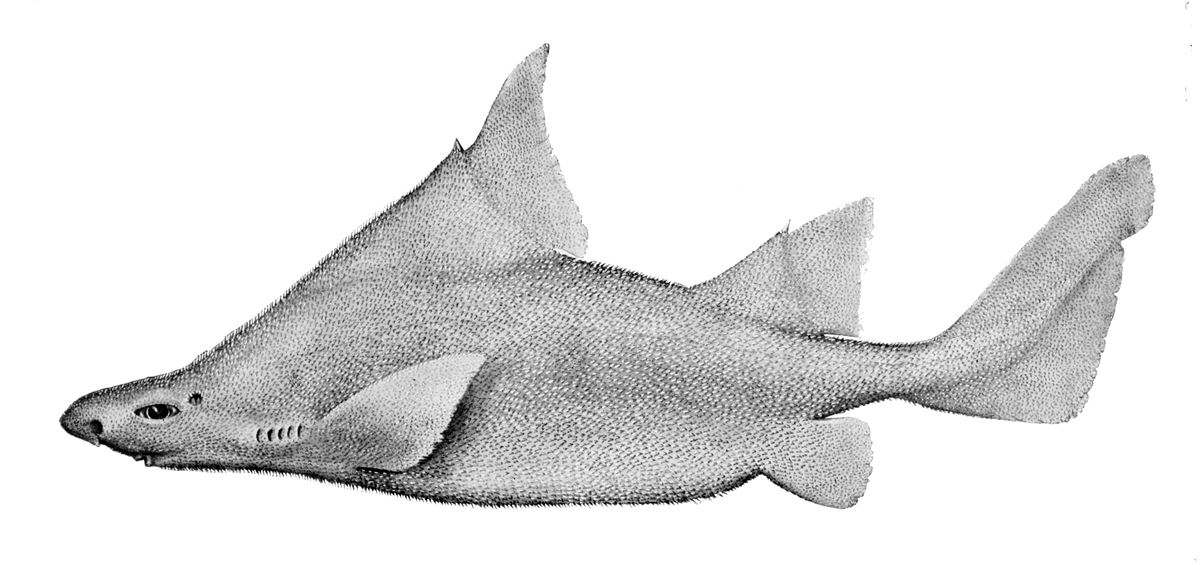
Oxynotus bruniensis
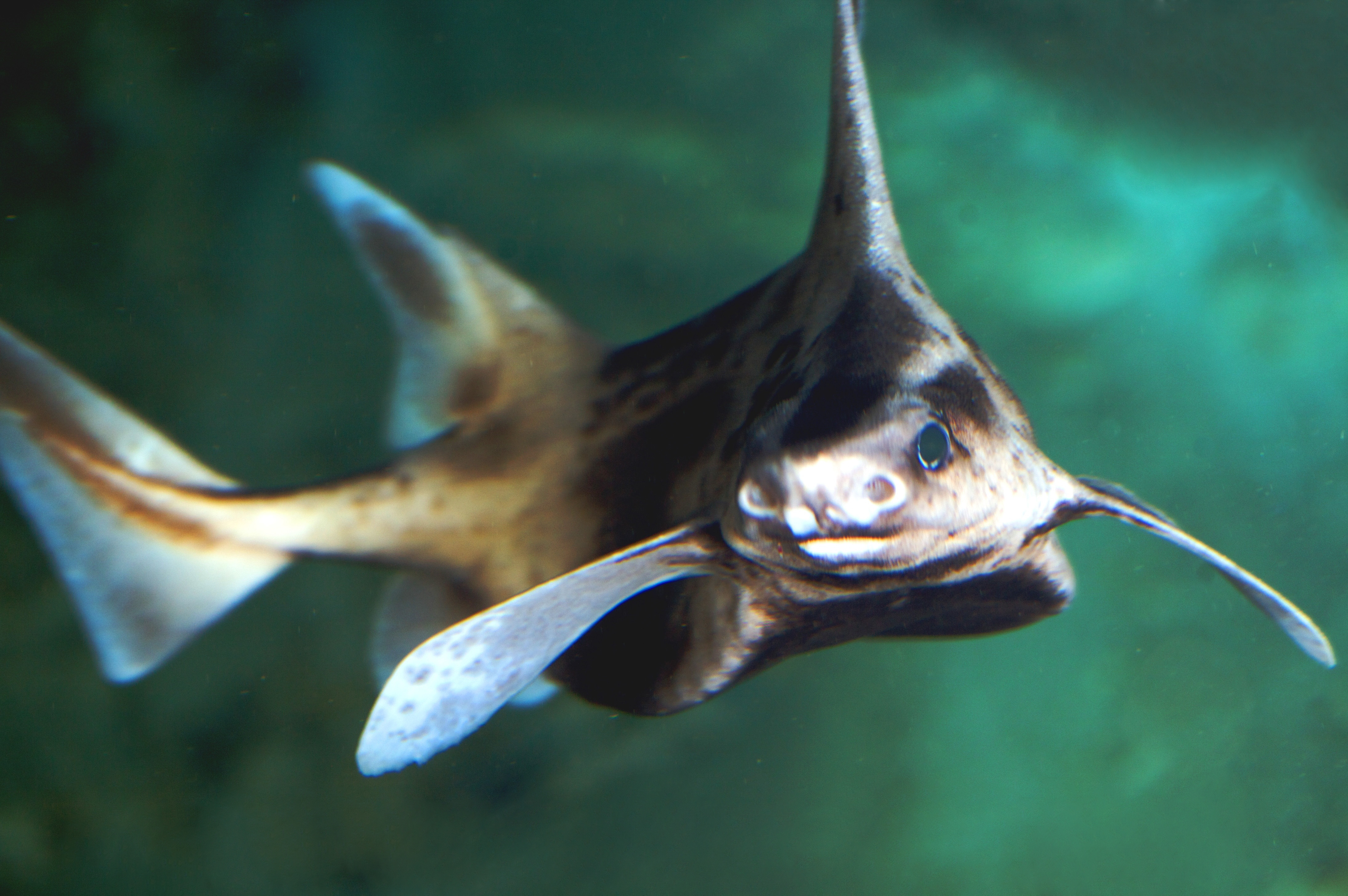
Oxynotus caribbaeus
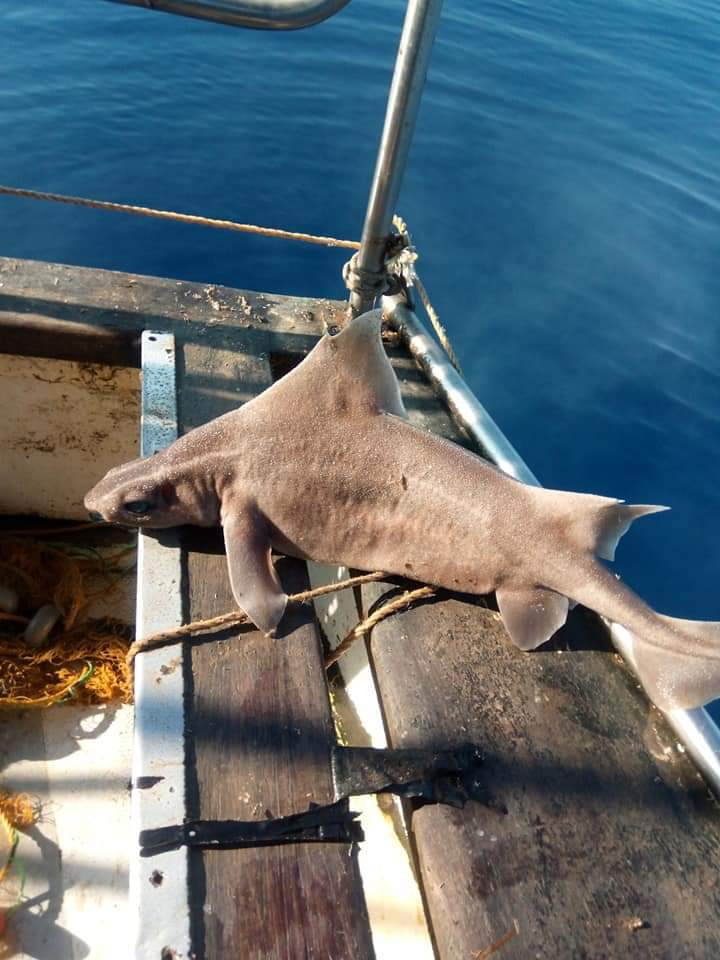
Oxynotus centrina
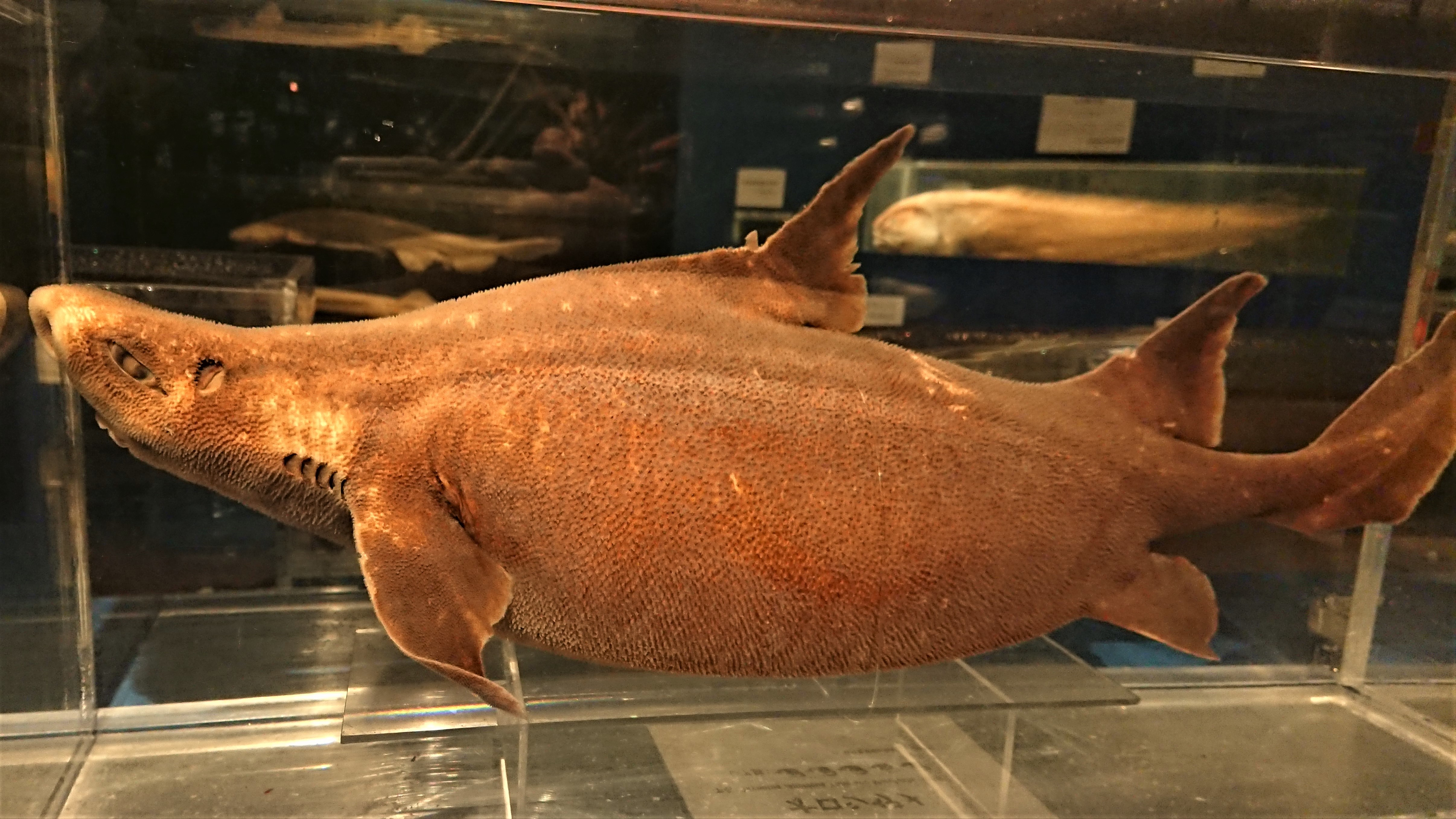
Oxynotus japonicus
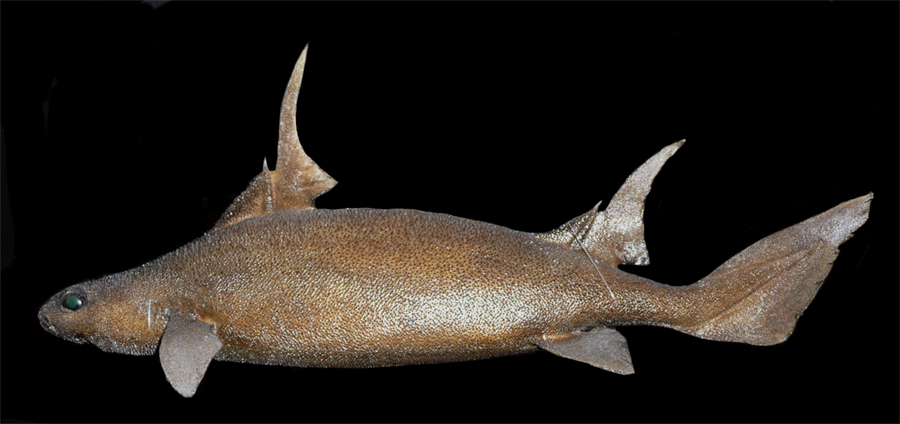
Oxynotus paradoxus